# Ганна Демиденко
Ганна Демиденко (до шлюбу Ходак, літературний псевдонім Ганна Верес, нар. 25 січня 1951, с. Верескуни, Ічнянський район, Чернігівська область) — українська поетеса, лауреатка літературної премії імені Леоніда Глібова.

## Життєпис
Закінчила Верескунівську восьмирічну школу, Кременчуцьке педучилище, Полтавський педагогічний інститут (філологічний факультет, російське відділення, 1971 - 1976). Вчителювала у сільських школах Полтавщини. Учитель-методист. Станом на 2023 живе у Чернігові.

## Творчість
Має особисті збірки: 
- «Калинова сопілка»,
- «Три сонця»,
- «Герої не вмирають»,
- «Вони умирали двічі»,
- «З Україною в серці»,
- «Крізь гул століть»[1]

Друкувалася також у колективних збірках.

## Відзнаки
- Лауреатка літературної премії імені Леоніда Глібова (2023, за книгу поезій «Крізь гул століть», Чернігів).[2]